# Zimmer Feri 2.
A Zimmer Feri 2. 2010-ben bemutatott magyar filmvígjáték, a Zimmer Feri (1998) folytatása. A filmet az első részt is jegyző Tímár Péter írta és rendezte, valamint a vágói feladatkört is ő látta el. A film legtöbb jelenetét a ráckevei Savoyai-kastélyban forgatták, ahol maga a történet is játszódik.
Bár a mozikban magas nézőszámot ért el, negatív kritikákat kapott.

## Cselekmény
Tizenhárom évvel a balatoni kalandjuk után a Fikász család egy kastélyban szándékozik folytatni a vendéglátói vállalkozást. Pista és Charlie alacsony áron szereznek egy kastélyt, amit tervük szerint átalakítanának jól menő szállodává. A helybéliek azt állítják, a kastély el van átkozva, de ők csak legyintenek a kísértethistóriára. Mivel a szálloda forgalma meglehetősen gyér, a család eszének, Ferinek az az ötlete támad, hogy használják ki a kastély rossz hírét és terjesszék el, itt valóban szellemek tanyáznak. A család elveti az ötletet, de Feri titokban minden este beöltözik szellemnek és riogatja a vendégeket. A szellemjárásnak hamar híre megy és megnő a szálloda forgalma. Két ezoterikus is látogatását teszi, akiknek sikerül megidézniük egy igazi kísértetet: Olympia Mancinit, Savoyai Jenő édesanyjának szellemét. 
Feri találkozik a szellemmel és abban bízik, hogy egy igazi kísértet még jobban fellendíti a vállalkozást. Ám a kísérteten egy szörnyű átok ül, ami miatt nem hagyhatja el az árnyékvilágot. Feri ezért alkut ajánl neki: a riogatásért cserébe ő segít neki megtörni az átkot. A szellem közbeavatkozására a kastélynál hátborzongatóbbnál hátborzongatóbb események történnek, ám mindezért Ferinek ruhadarabot kell szereznie Olympia Mancini fiától, hogy kapcsolatba léphessen vele és elhagyhassa az árnyékvilágot. A Fikász család  betör a helyi templomba és megszerzi Savoyai Jenő keresztelési takaróját. A szellem ezáltal megszabadul az átoktól és elhagyja a kastélyt. Minden elrendeződik, a szálloda idegenforgalma továbbra is gyarapszik és sikeres lesz a vállalkozás.

## Szereplők
- Reviczky Gábor – Fikász 'Zimmer' Feri
- Pogány Judit – Vilma
- Szarvas József – Pista
- Kovács Vanda – Rózsi
- Csukás Márton – Tibike
- Kálomista Anna – Sárika
- Növényi Norbert – Csárli
- Molnár Piroska – Olympia Mancini szelleme
- Kálloy Molnár Péter – Béla őr
- Schell Judit – Leonóra
- Murányi Tünde – Mirtil
- Janklovics Péter (hangja: Magyar Attila) – Vermes
- Balogh Anna – Vermesné
- Szabó Győző – Fásy
- Nagy Enikő – Fásyné
- Hajdu István (Steve) – Ficske Lajos
- Györgyi Anna – Ficskéné Hilda
- Szűcs Sándor – polgármester
- Kocsó Gábor – plébános
- Szerednyey Béla – Berzence
- Kiss Diána Magdolna – Csorvásné
- Jankovics Anna – Julcsa
- Dolmány Attila – Jani
- Crespo Rodrigo – ügyvéd
- Szilágyi István – idős vendég a kocsmában

## A film készítése
Bár a rendező saját elmondása alapján nem rajong a folytatásokért, a film forgatókönyvét azután kezdte el írni, hogy több főszereplő is igent mondott a felkérésre. A forgatókönyv mindössze nyolc nap alatt készült el. Az előző részből Fikász Feri (Reviczky Gábor), felesége, Vilma (Pogány Judit), Rozi lányuk (Kovács Vanda) és annak férje, Pista (Szarvas József), és barátja Charlie (Növényi Norbert) tért vissza. 
A filmet sajátos technikával forgatták, „Előre felvettük a dialógot, a jelenetekben a lejátszott hangra tátognak rá a színészek, miközben lassítva mozognak. A lassított mozgást aztán felgyorsítjuk, amitől megváltozik a mozgáskultúrájuk. Így a néző szemében gyanússá válik az egész filmben ábrázolt világ” – magyarázta Tímár Péter.
A forgatás nagyrészt a ráckevei Savoyai-kastélyban zajlott. 220 millió Ft-ból készült, Kálomista Gábor producer azt nyilatkozta, hogy állami támogatás nélkül.